# すば基地〜The Secret base〜Vol.1
『すば基地〜The Secret base〜Vol.1』（すばきち ザ シークレット ベース ボリューム1）は、2023年8月16日から8月31日にかけてタワーレコード渋谷店の2F 催事スペースで開催された、渋谷すばるのポップアップショップイベント。

## 概要
- 本イベントは、2023年8月16日から31日にかけてタワーレコード渋谷店の2F 催事スペースで開催された自身初のポップアップショップイベントである[1][2][3][4][5][6]。
  - 「渋谷すばる×TOWER RECORDS『すば基地〜The Secret base〜Vol.1』POP UP SHOP」のタイトルで開催された[1]。
- 本イベントでは、自身がプライベートで描いた絵や撮り溜めている写真、使用ギターやブルースハープなどが展示された[7][8][9][10]。
- 展示以外にも、レコード風コースターや缶ミラー、生写真など、本イベント限定のオリジナルグッズや過去のライブグッズなども販売された[10]。
- タワーレコード渋谷店では、渋谷すばるの等身大パネルや写真パネル展示も行われた[10]。
- 関連イベントの開催やそれに付随した特典などの実施は無いが、渋谷店以外の全国のタワーレコード11店舗でも本イベントが開催された[10]。
- 本イベントの期間中、タワーレコード渋谷店で自身が表紙の『B-PASS』2023年9月号の購入者に、先着で本イベント限定絵柄のポストカードが配布された[11]。
- 本イベントの開催に伴い、1stミニ・アルバム『ALPACA 5』の発売や、初のアコースティックライブ『すばるの部屋・1回目〜俺ん家、寄ってかへん?〜』が開催された[12][13][2][3][4][5]。

## 開催日程
- 開催日：2023年8月16日 - 31日
- メイン開催会場：タワーレコード渋谷店 2F 催事スペース（入場無料）
- 開催時間：11:00 - 22:00

| 店舗               | 都市   |
| ------------------ | ------ |
| 苫小牧店           | 北海道 |
| 新潟店             | 新潟県 |
| 郡山店             | 福島県 |
| 町田店             | 東京都 |
| リヴィン光が丘店   | 東京都 |
| 浦和店             | 埼玉県 |
| 名古屋近鉄パッセ店 | 愛知県 |
| 梅田NU茶屋町店     | 大阪府 |
| 高槻阪急店         | 大阪府 |
| 明石店             | 兵庫県 |
| 若松店             | 福岡県 |

- 名古屋近鉄パッセ店（愛知県）、梅田NU茶屋町店（大阪府）では、期間中はパネル展示も実施[10][14]。
- 町田店（東京都）は8月16日が休館となるため、翌17日からの開催[10][14]。

## 演出

### 企画の経緯
2020年にライブツアー『渋谷すばる LIVE TOUR 2020「二歳」』を開催した際に、「来てくれたお客さんがライブ前に少しでも楽しめる時間を多く作ってもらえたら」との想いから、ライブ会場のロビーで自身が描いた絵などを展示するブースを展開していたが、ライブ前の時間では余裕を持って展示を見る事が出来なかったかもしれないと思い、「ライブに来れなかった人達にも楽しんでもらえる様な場所で何か出来たら良いな」との考えから本イベントの企画が始まった。
そこで、「個展とか、そんな大それたもんじゃない感じでやれたら良いな」「ちょっとでも気になってくれている人がふらっと立ち寄ってくれる様な感じ」という考えから、「渋谷すばるをもっと知りたくなる様な"秘密基地"」という空間の構想に辿り着いたという。
そのため、「自分だけの秘密基地」の様な秘密の場所を作り、来場者にこっそり覗いてもらう事をコンセプトにしている。
また、「自身の事をまだあまり知らないファン以外の人にも興味を持ってもらえる機会になったら良い」と考えているため、「渋谷の部屋にフラっと遊びに来た」という感覚を意識しているという。

### イベント内容
イベントでは、自身がプライベートで描いた絵や撮り溜めている写真、独立以降のライブの写真、自身の使用ギターやブルースハープなどが展示された。
以前から描き溜めていた絵のほかに、本イベントのために新たに描いた絵もあるといい、新しく描いた絵も多く展示された。
絵を描く様になったきっかけは、関ジャニ∞時代にソロ活動のツアーグッズを出す際に、「せっかくソロのグッズだから、自分発信の物を作ってみたら？」という意見をスタッフから貰い、絵本を制作した事であり、そこから段々興味が芽生え、画材も揃え出し、プライベートでも絵を描く様になったという。尚、絵はそれまであまりやった事がなく、逆に全く何も分からないからこそ、興味が湧き、集中出来るという。
写真を始めたのはこの数年（2023年時点）の事だという。昔は写真をあまり好んでおらず、海外旅行などに行っても自分で写真を撮る事もほとんど無かったという。しかし、ソロ活動を始めると「音楽以外の時間が大事」という事に気付き、その時間を使って「別のアウトプットをしたい」と思う様になったという。そこで、自ら写真を撮る様になり、「写真を撮る」という事に興味が出てきたという。以前はフィルムで撮影し、自分で現像する事にハマった時期があったが、2023年7月発売のインタビュー時点ではデジタルでの撮影が多くなったという。
本イベントの開催に伴い発売した1stミニ・アルバム『ALPACA 5』のジャケット写真も、本イベントにちなみ、自身がアルパカを撮影している。

## グッズ
※出典を参照。
| グッズタイトル               | 価格      |
| ---------------------------- | --------- |
| 缶ミラー                     | 800円     |
| レコード風コースター         | 1,500円   |
| トート（レッド・ナチュラル） | 各1,800円 |
| アクリルキーホルダー         | 600円     |
| マステフレークシール         | 900円     |
| 生写真（全60種類）           | 各200円   |

| グッズタイトル        | 価格    |
| --------------------- | ------- |
| Tシャツ A（M・L・XL） | 4,000円 |
| ツアータオル A        | 2,500円 |
| ツアータオル B        | 2,500円 |
| デニムおポーチ        | 2,800円 |
| ラゲッジタグ          | 1,500円 |
| おしゃれタンブラー    | 3,000円 |
| メモして帳            | 1,000円 |

| グッズタイトル                 | 価格      |
| ------------------------------ | --------- |
| THE SINGER Tシャツ（M・L・XL） | 各4,000円 |
| THE SINGER フェイスタオル      | 2,500円   |
| すばラババン                   | 500円     |
| 渋谷すばる フェイスタオル      | 2,500円   |

- 購入者特典として、「渋谷すばるオリジナルステッカー」を5,000円以上の会計1回につき1枚配布[14]。
- 『生写真』は、30種類ごとに期間を入れ替えて販売を行った[14]。
  - 第1弾：2023年8月16日 - 23日
    - 同年8月20日時点で全て売り切れとなった[14]。
    - 本来の第2弾発売日である24日から第1弾の追加販売を行った[14]。

  - 第2弾：同年8月24日 - 31日
    - 第1弾が同年8月20日時点で全て売り切れとなったため、20日から前倒しで第2弾が発売された[14]。